# گوستاوو اسکارپا
گوستاوو اسکارپا (انگلیسی: Gustavo Scarpa؛ زادهٔ ۵ ژانویهٔ ۱۹۹۴) بازیکن فوتبال اهل برزیل است.
از باشگاه‌هایی که در آن بازی کرده‌است می‌توان به باشگاه فوتبال سائو پائولو اشاره کرد.
وی همچنین در تیم ملی فوتبال برزیل بازی کرده‌است.